# Negazionismo delle foibe
L'espressione negazionismo o riduzionismo delle foibe è utilizzata per definire le tesi presentate da esponenti del movimento di liberazione jugoslavo e dal governo comunista di Belgrado, che considerarono le stragi del 1943 e del 1945 come atti di giustizia contro criminali di guerra, fascisti e collaborazionisti, riducendo in genere il numero degli uccisi.
La stessa espressione sta ad indicare una corrente di pensiero che da un lato riprende alcuni temi del negazionismo jugoslavo e dall'altro ritiene che i massacri delle foibe siano un mero strumento di propaganda politica facente parte di una vasta campagna anticomunista, nazionalista e neoirredentista sviluppatasi nei decenni in Italia a partire dalla propaganda nazista e fascista degli ultimi anni della seconda guerra mondiale. I principali risultati della ricerca storica accademica italiana su questo tema farebbero parte integrante della stessa campagna e vengono respinti come "revisionismo", dando a questo termine un'accezione negativa.
Il negazionismo e il riduzionismo si accompagnano spesso al giustificazionismo, cioè all'assumere come propria la visione di uno dei soggetti, al punto da "giustificare" tutte le sue azioni.
Dal punto di vista metodologico, i negazionisti delle foibe utilizzano il metodo dell'ipercritica, che finisce per negare credibilità a tutte le fonti che contraddicono l'interpretazione preferita, oppure mettono in dubbio le testimonianze decontestualizzandole o giudicandole a seconda dell'appartenenza del testimone. Un altro metodo utilizzato è quello dell'elencazione di una serie di micro-fatti, ritenendo che poi la semplice e cieca somma degli addendi definisca il quadro generale del fenomeno storico: facendo ciò si perde completamente la possibilità di definire la portata e la responsabilità complessiva di quanto accadde.
Le categorie storiografiche di negazionismo, riduzionismo e giustificazionismo delle foibe sono comunque da usarsi con cautela, rischiando di essere adoperate impropriamente – soprattutto in ambito polemico-politico – per delegittimare ogni forma di revisione delle interpretazioni consolidate, che è invece fisiologica nella ricerca storica.

## Le definizioni storiografiche

### Il negazionismo jugoslavo

#### La prima definizione
Il concetto di "negazionismo" con riferimento ai massacri degli italiani nei territori che successivamente alla seconda guerra mondiale vennero assegnati alla Jugoslavia è stato per primo elaborato dallo storico italiano Raoul Pupo nel 1996. Dopo aver ricordato che le foibe giuliane sono "uno dei fenomeni più controversi della crisi bellica della Venezia Giulia [...] occasione permanente di contrasti fra gruppi nazionali viventi nell'area alto-adriatica", la cui valutazione è talmente divisiva da essere "strumento di lotta politica in una dimensione che ha talvolta travalicato l'ambito locale, per inserirsi nel vivo del processo di legittimazione delle forze politiche alla guida del Paese", lo storico triestino ha ricordato come a fronte di questo panorama assai complesso nell'ambito nazionale italiano abbia fatto per quasi cinquant'anni eco "da parte jugoslava [...] il riduzionismo, o, addirittura, il negazionismo, diretta prosecuzione entrambi degli schemi politico-propagandistici elaborati nei momenti più caldi della contesa di confine con l'Italia". Di "silenzi e sistematiche deformazioni dei fatti istriani del 1943 [...] [e degli] eccidi e deportazioni a Trieste, Gorizia e altrove nel maggio-giugno 1945" – vere e proprie "negazioni" da parte jugoslava dei massacri delle foibe – parlò anche lo storico Galliano Fogar, contrapponendo questo atteggiamento alle "amplificazioni sistematiche di certa pubblicistica locale, che sostiene cifre di quindici o addirittura trentamila infoibati".
Ulteriori riflessioni ed approfondimenti sul negazionismo jugoslavo sono stati in seguito sviluppati ancora da Pupo, che ne ha individuato i segni anche nella terminologia, laddove la parola "esuli" veniva sistematicamente nascosta, utilizzando al suo posto "optanti" ed "emigranti". Gli jugoslavi intendevano alludere ad un normale e libero esercizio del diritto di scelta per i cittadini italiani delle zone cedute col trattato di pace del 1947, che potevano optare per la cittadinanza italiana invece di quella jugoslava: a fronte di questa scelta la Jugoslavia si riservava di poter esigere il trasferimento degli optanti in Italia entro un anno. Gli jugoslavi affermavano quindi che si era di fronte a un normale fenomeno migratorio di prevalente natura economica: gli optanti erano spinti a questa scelta dal governo italiano, in funzione anticomunista e antijugoslava. Tale interpretazione non solo presenta una fortissima valenza ideologica, ma è palesemente smentita dalle fonti.

#### La storiografia slovena e croata
A seguito della caduta del muro di Berlino, della dissoluzione dell'Unione Sovietica e dello smembramento della Jugoslavia, sia in Slovenia che in Croazia vennero elaborate delle nuove interpretazioni della seconda guerra mondiale e dell'immediato dopoguerra in quei territori, che fra il 1944 e il 1945 conobbero dei massacri di imponente entità. La nascita delle due repubbliche indipendenti ha causato però per un certo numero di anni una difficoltà maggiore a rivisitare storicamente la questione dell'esodo istriano. In particolare, la storiografia slovena si concentrò inizialmente sulla rivalutazione delle richieste territoriali jugoslave al tavolo della pace: i politici sloveni rimarcarono il sacrificio del proprio paese che rinunciò ai territori di Trieste, Gorizia e la Slavia Friulana, per soddisfare pienamente le contestuali rivendicazioni croate. La storiografia croata nello stesso periodo si concentrò soprattutto sull'elaborazione di una rinnovata coscienza nazionale con forti connotati antiserbi, laddove la Croazia venne descritta come un paese per un lungo periodo vittima di più potenti vicini. Fu soprattutto a causa della pressione di alcuni settori della società civile che in Slovenia si è poi cercato di rielaborare il passato, in particolare valutando con più obiettività il fenomeno del collaborazionismo a favore di tedeschi e italiani e la successiva eliminazione di circa 27.000 sloveni su una popolazione di poco più di 1.500.000 abitanti, in una serie di omicidi di massa operati dai reparti dell'EPLJ in collaborazione con la polizia segreta. Tali eccidi coinvolsero non solo i collaborazionisti, ma anche gli oppositori reali o potenziali del costituendo regime comunista di Tito, con la particolarità per cui le terre in cui avvennero i massacri delle foibe erano reclamate dalla Jugoslavia, e quindi poteva essere considerato "oppositore" chi non avesse appoggiato tale richiesta. In tal senso si è parlato pertanto di "epurazione preventiva", per definire una delle motivazioni delle stragi. Le lacune della storiografia slovena sui temi del terrore rivoluzionario e del suo prezzo in vite umane sono state rimarcate anche da alcuni storici locali. In un seminario tenutosi all'Università degli Studi di Roma "La Sapienza" nel 1997, la storica slovena Nevenka Troha presentò una relazione, nella quale identificò il tema delle foibe come uno dei "tabu della storia slovena", mai affrontato nel periodo jugoslavo a causa dell'imposizione dell'autorità dell'epoca e dell'inaccessibilità degli archivi.

### Il negazionismo italiano

#### Negazionismo e giustificazionismo
Il tema del giustificazionismo dei massacri delle foibe e più in generale delle vicende dell'Adriatico orientale nella storiografia e nella polemica politica e giornalistica italiana è stato per la prima volta inquadrato dallo storico Roberto Spazzali nel 1997. Le grandi questioni della storia e della politica internazionale che hanno ruotato attorno alla storia della Jugoslavia comunista – inquadrate all'interno di quello che viene definito "il secolo dei totalitarismi" – hanno fatto da sfondo alla vicenda delle foibe. Questa di conseguenza è da considerarsi come parte di un quadro ben più ampio e complesso, non separabile però dall'ambito locale nel quale si è verificata. Per svariati decenni l'area nordorientale dell'Adriatico è stata teatro di forti tensioni politiche e nazionali, sfociate anche in manipolazioni e polemiche di ogni tipo, ove l'uso politico della storia o di selezionati pezzi di essa è stato costante, con un dibattito che "non si è mai alzato dalla contumelia o dal rovesciamento delle responsabilità, dando luogo a luoghi comuni che hanno generato gabbie interpretative, nelle quali è rimasto prigioniero anche il giudizio storico".
Dal "consueto assioma che vuole gli atti di persecuzione principalmente diretti contro gli italiani" deriva per Spazzali un certo tipo di giustificazionismo, secondo il quale i massacri delle foibe e più in generale gli atti persecutori contro l'elemento italiano nella Venezia Giulia non sono stati che una durissima epurazione rivolta solo contro i fascisti e indirettamente contro l'elemento italiano. Ma se si inquadra il fenomeno delle foibe nel lungo e cruentissimo dopoguerra jugoslavo, con decine di migliaia di uccisioni che coinvolsero ogni etnia presente in quelle terre, l'assioma viene meno. I documenti dell'OZNA che all'epoca del seminario di Bologna erano stati appena resi pubblici, dimostrano che le epurazioni valevano "per tutti coloro che non si sarebbero adattati al nuovo corso, comprese quelle forze pur antifasciste ma saldamente italiane". Il giustificazionismo – in definitiva – è per Spazzali una presa di posizione meccanica: un riflesso condizionato per il quale "la colpa risiede sempre nell'altrui", condizionando l'interpretazione di ogni evento locale, anche minimo, nel tentativo di "creare artificiose dimensioni, ostinatamente contrapposte". "L'atto celebrativo, come pure quello della demonizzazione, prevede semplificazioni. Per mezzo secolo è prevalsa questa linea che ha indotto, fino alle estreme circostanze del negazionismo e del rovesciamento dei contrapposti giudizi. Tutti colpevoli, nessun colpevole con la variabile, discutibile, che il male giunto sulle sponde dell'Adriatico ha origine estranea: è giunto dall'Italia, è giunto dalla Germania, è giunto dalla Jugoslavia".
La sistematizzazione più completa e schematica dei concetti di "negazionismo", "riduzionismo" e "giustificazionismo" delle foibe e dell'esodo è stata approntata nel Vademecum per il Giorno del Ricordo a cura dell'Istituto regionale per la storia della Resistenza e dell’Età contemporanea nel Friuli Venezia Giulia (IRSREC FVG) nel 2020. Riconosciuto che "si tratta di termini molto diffusi, non sempre a proposito", il vademecum li inserisce nel contesto generale in cui si utilizza in storiografia il termine di "negazionismo", con riferimento in particolare al negazionismo della Shoah, individuando altresì alcune tecniche metodologiche negazioniste applicate al contesto delle foibe e dell'esodo. In particolare, si afferma che "fermo restando che nelle terre adriatiche fenomeni di tipo genocidario non ve furono – se non appunto le ricadute locali della Shoah – alcuni aspetti dell’approccio negazionista sono stati applicati anche ad altre vicende, quali le foibe (qui intese come stragi) e l’esodo (qui inteso quale spostamento forzato di una popolazione autoctona), tanto da presentarli quali meri frutti della propaganda italiana". Nel vademecum si evidenzia altresì come il "riduzionismo" si sostanzi "nel rifiuto di considerare le motivazioni politiche, in risposta ai comportamenti delle autorità jugoslave, come una delle componenti fondamentali del fenomeno, che viene in tal modo ridotto ad una normale migrazione economica ovvero alla conseguenza della propaganda italiana. Di fatto riduzionista, anche se contro le intenzioni di chi la usa, è la definizione di pulizia etnica riferita all'esodo dei giuliano-dalmati. Infatti il fenomeno non riguardò solo i cittadini di origine etnica italica, ma tutti quelli di sentimenti italiani". Per quanto riguarda invece il "giustificazionismo", "una tipica lettura giustificazionista è quella che vede nelle foibe soltanto una legittima reazione alle violenze fasciste e/o un’altrettanto legittima violenza rivoluzionaria contro i nemici di classe. Nella medesima direzione va il tentativo compiuto in sede interpretativa, di rovesciare sulle vittime l’onere della prova della loro innocenza, così come avveniva nei procedimenti sommari".

#### Gli studi negazionisti e le prese di posizione degli storici accademici

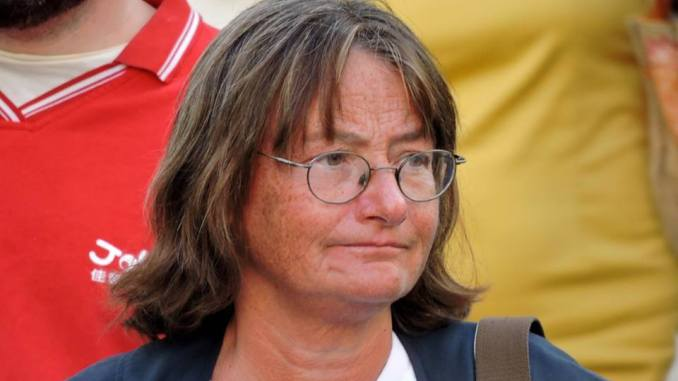
Claudia Cernigoi

La prima opera che venne accusata apertamente di negazionismo fu il libro d'esordio della giornalista e ricercatrice triestina Claudia Cernigoi: Operazione foibe a Trieste (1997).
Il saggio si presentava con toni fortemente polemici, opponendosi radicalmente al processo di riflessione storiografica relativo agli infoibamenti del 1945 fin lì prodotto, definito tout court come frutto diretto della "propaganda nazifascista" e teso a riproporre un "neoirredentismo" italiano. Nell'introduzione all'edizione del 1997, l'autrice affermò di voler "liberare finalmente anche gli Sloveni e la sinistra tutta da quel senso di colpa che si portano dietro come infoibatori", ritenendo peraltro che "non vi furono massacri indiscriminati: della maggior parte degli arrestati si sa che erano militari e comunque collaboratori del nazifascismo". Quindi, "visti i ruoli impersonati dalla maggior parte degli "infoibati", personalmente ci rifiutiamo di onorarli. Si può provare umana pietà nei confronti dei morti, ma da qui ad onorare chi tradiva, spiava, torturava, uccideva, ce ne corre".
A breve distanza dalla pubblicazione, Spazzali inquadrò così quest'opera: "Partendo da una posizione decisamente prevenuta, senza alcun riferimento a quella bibliografia che pure ha preso in esame da una posizione critica l'uso politico delle foibe, il lavoro si esaurisce fra imprecisioni e giudizi poco misurati all'insegna degli infoibati, certamente colpevoli, salvo quale umano errore".
Le reazioni a Operazione foibe a Trieste furono particolarmente vivaci soprattutto da parte delle associazioni patriottiche, d'arma e dell'esodo istriano-fiumano-dalmata, causando una serie di botta e risposta sulla stampa locale, fino a quando il ricercatore Giorgio Rustia – segretario dell'Associazione famiglie e congiunti deportati italiani in Jugoslavia – pubblicò nel 2000 uno studio, che si propose come critica frontale del saggio della Cernigoi, significativamente intitolato Contro operazione foibe a Trieste. Il lavoro della Cernigoi venne quindi sottoposto – secondo Pupo e Spazzali, che citarono esplicitamente Rustia – a "minuzioso esame", "rilevando non poche omissioni, imprecisioni e interpretazioni giudicate capziose".
Pupo e Spazzali hanno quindi inserito nel 2003 Claudia Cernigoi fra i "negazionisti e riduzionisti" delle foibe. Secondo i due storici, la versione primigenia del negazionismo o del riduzionismo delle foibe venne formulata "ancora nel corso della guerra e subito dopo da esponenti del Movimento di liberazione jugoslavo e dal governo di Belgrado", sostanziandosi nel ritenere le violenze del 1943 e del 1945 "nient'altro che il prodromo di atti di giustizia nei confronti di criminali di guerra e, più in generale, di fascisti puniti per le loro responsabilità criminali e politiche", "accompagnandosi in genere a valutazioni riduttive del numero degli uccisi e al sistematico confronto con i crimini di ben più alta portata commessi dai fascisti italiani contro sloveni e croati. L'intento di un simile impianto controversistico è evidente: ridurre la vicenda delle foibe a un episodio marginale, in nulla diverso dalle violente reazioni che ovunque in Europa si scatenarono contro i nazifascisti al momento del tracollo del potere germanico, e comunque prodotto quasi inevitabile della precedente oppressione italiana".
Le tesi dei negazionisti e riduzionisti delle foibe prevedono alcune costanti, quali la giustificazione – in linea di massima – degli eccidi, salvo la presa di distanza da alcuni "eccessi"; la denuncia dell'uso politico della questione delle foibe; il considerare "provocazione politica" non solo la tesi del "genocidio nazionale" presentata da una certa pubblicistica nazionalista italiana (tesi peraltro radicalmente rifiutata da Pupo e Spazzali), ma anche lo stesso "insistere della ricerca storica su una tematica ritenuta di per sé affatto strumentale".
Le connessioni e le continuità fra le interpretazioni negazioniste jugoslave e quelle italiane sono evidenti, legate ad alcuni ambienti della sinistra italiana. Oltre a ripetere quasi pedissequamente le stesse linee interpretative jugoslave, in questi ambienti si è anche cercato di affrontare il tema dell'uso politico che dei profughi veniva fatto – in particolare nella Venezia Giulia – piuttosto che cercare di analizzare le ragioni di quel fenomeno di massa, che aveva svuotato intere zone delle regioni cedute alla Jugoslavia.
Come esempi di testi negazionisti o riduzionisti o giustificazionisti delle foibe, Pupo e Spazzali citarono diversi interventi del ricercatore triestino Samo Pahor e numerosi scritti di Claudia Cernigoi, definiti peraltro in blocco come "contributi polemici": in particolare Operazione foibe a Trieste con la prefazione dello storico Sandi Volk. Essi si soffermarono poi su un'opera "molto diversa per tono e spessore storiografico" come Confine orientale. Questione nazionale e resistenza nel Friuli e Venezia Giulia (1964) dello storico ed ex partigiano Mario Pacor, del quale venne rilevato "l'evidente intento di scagionare da qualsiasi responsabilità" in merito ai massacri delle foibe "l'insieme del movimento partigiano comunista jugoslavo". Anche lo storico Gianni Oliva stigmatizzò la linea interpretativa di Pacor, teso a ridimensionare il fenomeno delle eliminazioni violente del maggio-giugno 1945 attribuendo gli eventuali eccessi all'esaltazione di qualche irresponsabile. Il tutto inserito in un contesto in cui Pacor afferma che l'amministrazione jugoslava nei quaranta giorni di occupazione di Trieste fu "assai corretta e civile".
Il 10 febbraio 2019 la sezione di Parma dell'ANPI, l'ANPPIA (Associazione Nazionale Perseguitati Politici Italiani Antifascisti) e il "Comitato antifascista antimperialista e per la memoria storica", organizzarono un convegno dal titolo "Foibe e fascismo", con relazioni tenute da Claudia Cernigoi, Sandi Volk e Alessandra Kersevan. Questo convegno causò diverse polemiche e fu accusato di "revisionismo" e "negazionismo", a tal punto che la stessa presidenza nazionale dell'ANPI dovette intervenire per prendere le distanze dalla sua sezione parmense. A ridosso del convegno venne chiesto a Raoul Pupo di commentare il titolo della relazione "Foiba di Basovizza, un falso storico", tenuta da Claudia Cernigoi. Egli rispose che: "Questi sedicenti storici usano molte frasi ad effetto. Dietro le frasi ad effetto, che sono fatte per provocare, c’è una realtà complicata. Noi sappiamo abbastanza bene quello che è successo a Basovizza perché abbiamo molte testimonianze. Che sono attendibili e che parlano di una strage, cioè dell’uccisione di alcune centinaia di persone. Non abbiamo, però, l’evidenza dei corpi del delitto, perché i recuperi sono sempre falliti. E quindi questo lascia evidentemente qualche problema. E’ molto probabile che la certezza assoluta non si potrà avere. Di solito, però, chi pronuncia queste frasi ad effetto si riferisce a un altro fatto: e cioè a quella che è stata la versione più diffusa su Basovizza. All’epoca dei tentati recuperi, infatti, c’è stato un giornalista che ha fatto questo calcolo, piuttosto ingegnoso: “sappiamo quant’è la profondità del pozzo, sappiamo quant’è la massa di detriti che c’è dentro, calcoliamo quanti corpi ci potrebbero essere”, ed è arrivato a una stima, non so se attendibile o meno, di 1500 corpi. Però non vuol dire che ci siano, vuol dire che ci potrebbero stare fino a 1500 corpi. Poi, nella vulgata un po' propagandistica, questi si sono trasformati nei 1500 infoibati di Basovizza. Quindi se questi storici si riferiscono a questo, hanno perfettamente ragione. Di solito, però, partono da questo ragionamento per dire: allora non è successo nulla, perché non c’è l’evidenza dei corpi. E' questo il salto negazionista".
In un ampio saggio – apparso in tedesco nel 2004 e in traduzione italiana nel 2009 – dedicato ai rapporti fra italiani e popoli slavi nell'Adriatico nel periodo che va dal 1915 al 1955, lo storico tedesco Rolf Wörsdörfer ha specificamente definito i negazionisti come coloro "per i quali il problema delle foibe non esiste, in quanto la prassi degli “infoibamenti” andrebbe posta in discussione in toto, oppure sarebbe limitata a collaborazionisti attivi, aguzzini fascisti, spie o sbirri della polizia". Come esempio di negazionismo venne ancora una volta indicato Operazione foibe a Trieste della Cernigoi. Ai negazionisti, Wörsdörfer contrappose una serie di storici italiani e sloveni che hanno invece ricostruito la verità storica "tra la Scilla della negazione e la Cariddi dell’esagerazione" e cioè Giampaolo Valdevit, Raoul Pupo, Roberto Spazzali, Galliano Fogar, Gloria Nemec e Nevenka Troha.
Nel 2005 Operazione foibe a Trieste apparve in un'edizione riveduta e corretta, col nuovo titolo di Operazione "foibe" fra storia e mito. Nella prefazione, Sandi Volk ribadì e rinforzò i temi tipici del negazionismo, aggiungendo che con l'istituzione nel 2004 del Giorno del ricordo l'Italia aveva riconosciuto ufficialmente come "martiri delle foibe" persone come i volontari italiani delle SS, "facendo implicitamente proprio anche il tipo di "italianità" – quella del fascismo, dell'imperialismo, del razzismo e dello sciovinismo – che tali personaggi hanno difeso". Volk si scagliò contro la parte della storiografia ritenuta responsabile di questa deriva, nonché contro "lo sciovinismo, ormai assurto a dottrina di stato".
Il volume fu recensito negli annali della Società italiana per lo studio della storia contemporanea (SISSCO) da Marta Verginella – storica dell'Università di Lubiana e appartenente alla minoranza slovena in Italia – che concluse in questo modo: "La ricostruzione di Cernigoi, sebbene volta a contrastare letture tendenziose, cede anch'essa a omissioni e imprecisioni, soprattutto quando nega che tra gli infoibati e gli scomparsi vi fossero avversari politici e nazionali. Scrivere di foibe si tramuta purtroppo anche in questo libro in un esercizio militante, ossia in quell'avventurarsi in una giungla dove le normali regole del bon ton e del vivere civile vengono meno a causa dell'asprezza dell'oggetto del contendere, come se parlare di quel periodo storico fosse un match dove uno dei 'contendenti' deve vincere a tutti i costi a scapito della parte 'avversaria'". Il generale Luciano Luciani - presidente del Museo Storico e del Comitato di Studi Storici della Guardia di Finanza - ha inserito espressamente questo saggio e la sua autrice fra i "giustificazionisti della strage di italiani in Venezia Giulia nell’immediato dopoguerra".
Fra gli storici accademici che hanno attaccato direttamente i negazionisti delle foibe è da citare Alessandro Campi, docente di storia presso l'Università di Perugia, che ha proposto un parallelo diretto fra il "negazionismo di estrema destra sull'Olocausto" e il "negazionismo di estrema sinistra sulle foibe", indicando come appartenente a questo secondo filone la ricercatrice Alessandra Kersevan. Questa peraltro non ha mai pubblicato degli studi sui massacri delle foibe, ma è fondatrice e proprietaria – assieme al marito – della casa editrice KappaVu, con la quale Claudia Cernigoi pubblica i suoi lavori. Claudia Cernigoi e Alessandra Kersevan fanno inoltre parte del comitato scientifico e artistico della onlus Coordinamento Nazionale per la Jugoslavia, associazione che dichiara di fondarsi "su quegli stessi valori su cui è stato fondato mezzo secolo di vita pacifica e di sviluppo della Jugoslavia". Campi stigmatizzò fortemente il fatto che in occasione del Giorno del ricordo del 2005 Alessandra Kersevan fosse stata invitata a tenere una conferenza sull'argomento presso l'Istituto per la storia dell'Umbria contemporanea.
Paolo Simoncelli – docente di storia all'Università La Sapienza di Roma – ha paragonato la "negazionista" Kersevan ai negazionisti dell'Olocausto come Faurisson e Irving. Secondo Simoncelli, "il negazionismo è un vocabolo che ha guadagnato facinorosa visibilità, lontano da qualsiasi fondatezza scientifica, sostenendo l’inesistenza della Shoah, e poi assumendo politicamente una valenza dilagante e comprendente la negazione di altri grandi drammi del ’900, dal genocidio armeno alla pulizia etnica appunto contro gli italiani di Istria, Venezia Giulia e Dalmazia, congiungendo dunque l’estremismo radicale di destra e sinistra".
Maurizio Zangarini, presidente dell'Istituto per la storia della Resistenza e l'età contemporanea di Verona e docente di Storia contemporanea nell'Università di quella città  così si espresse su Alessandra Kersevan: "Più che negazionista potremmo definirla "riduzionista": sostiene un uso politico della storia da parte della Destra, ritiene che la giornata del ricordo per le foibe sia stata creata per pareggiare il conto con la giornata in memoria della Shoah, tesi con cui concordo. Ma di certo esagera nel ridurre il dramma delle foibe a poca cosa: atteggiamento eccessivo e non al servizio di una ricerca storiografica seria".

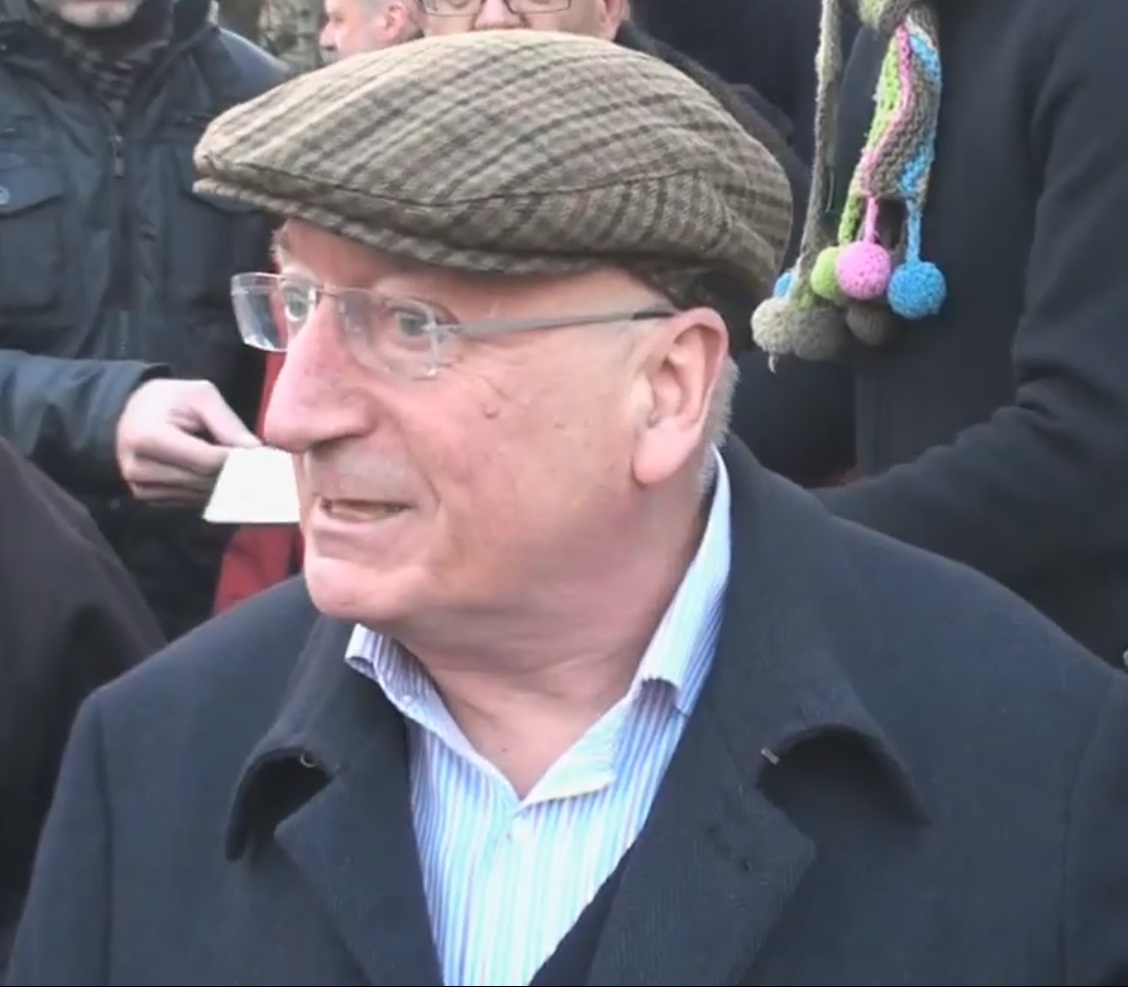
Jože Pirjevec

Del tutto opposta è invece la considerazione di Claudia Cernigoi da parte di Jože Pirjevec, docente di storia presso l'Università del Litorale di Capodistria e anche lui – come Verginella – appartenente alla minoranza slovena in Italia. Nel saggio Foibe. Una storia d'Italia (2009) da lui curato e scritto in gran parte, Cernigoi è chiamata "la passionaria triestina (non priva d'ironia) decisa a smontare il castello di falsità costruito sulle foibe". In questo studio Pirjevec utilizzò ampiamente gli scritti della Cernigoi come fonte. È da notare che diverse volte Pirjevec ha partecipato a incontri pubblici assieme a Cernigoi e ad altri accusati di negazionismo, come Sandi Volk; ma lo stesso saggio Foibe. Una storia d'Italia è stato oggetto di forti critiche da parte di diversi storici e giornalisti curatori o collaboratori delle pagine storiche o culturali dei loro quotidiani. Fra i primi si segnalano Giuseppe Parlato ("Pensavamo che la questione delle foibe, dell’esodo e di tutto quello che era successo tra il 1943 e il 1947 nella Venezia Giulia, nell’Istria, a Fiume e in Dalmazia fosse avviata su una buona strada: la storia prevale sulla politica; il metodo degli studi, rigoroso e serio, prescinde dalle passioni e dalle ideologie; si riconosce la necessità di fare entrare quelle vicende nell’ambito di una memoria pubblica. Lo pensiamo ancora, anche se il volume scritto e curato per Einaudi dallo storico sloveno Joze Pirjevec fa davvero pensare il contrario, spostando indietro nel tempo il clima, l’approccio, le interpretazioni del fenomeno") e Roberto Spazzali ("mi pare un passo indietro rispetto cose scritte o dette solo pochi anni fa – forse più indietro del discusso documento della commissione storica italo-slovena. Insomma altri argomenti per infinite polemiche, al di là delle belle parole in materia di storia condivisa"); fra i secondi Paolo Mieli ("Pirjevec ... sposa in buona sostanza la versione comunista e slava di quella lontana vicenda storica"), Ugo Finetti ("Il libro di Pirjevec ripropone le tradizionali tesi «negazioniste» e giusitificazioniste dei comunisti italiani e jugoslavi"), Gaetano Vallini ("[La lettura di] Pirjevec [...] meriterebbe ben altra attenzione se fosse meno sbilanciata sul versante slavo e meno tesa a minimizzare gli infoibamenti, negando che diverse vittime avessero pagato effettivamente il loro solo essere italiane. C’è, dunque, una tesi pregiudiziale che limita la portata di un lavoro che pure contiene aspetti interessanti) e Frediano Sessi ("Gran parte del suo lavoro ribadisce in sostanza tesi riduzioniste già note [...]. Un passo indietro nella ricerca storica sulle foibe e sull'esodo [...]. Parlare di comunismo di guerra o di atti frutto di una vendetta, significa oggi non solo offendere una seconda volta le vittime, ma dare credito ancora a una dittatura che fu efferata quanto nazismo e fascismo").
Un altro storico accademico che ha espresso pareri lusinghieri non solo su Claudia Cernigoi ("la più informata studiosa della vexata quaestio foibe/esodo"), ma specificamente sul suo libro Operazione foibe fra storia e mito, definito "pietra miliare degli studi sull’argomento" è Angelo d'Orsi, già docente di storia all'Università di Torino. Prendendo le mosse da una risoluzione dell'Unione europea del 19 settembre 2019, la quale – secondo d'Orsi – equipara nazismo e comunismo, "con allusione a sanzioni penali verso chi non rimuove simboli di quei "regimi" [...] e può essere lo strumento politico prima che legale per perseguitare coloro che credono ancora nel socialismo e che non aborrono, anzi, la Falce e Martello", d'Orsi ritiene che "un panpenalismo internazionale sta percorrendo l’Occidente da decenni, ormai, e in Italia si connette essenzialmente al tema del “negazionismo”, un termine su cui varrà la pena di riflettere, al più presto, dato il suo carattere ampio quanto evanescente. E in effetti viene adoperato a destra e a manca, in modo completamente privo di scientificità. Negazionismo, esecrando, è quello di chi nega le camere a gas, e i campi di sterminio nazisti; ma per una sciagurata estensione di un "non-concetto" viene bollato come “negazionismo” l’atteggiamento di chi, su qualsivoglia tema, provi a ragionare seriamente sui fatti della storia, rimanendo ostinatamente aggrappato ai documenti". D'Orsi ha partecipato ad alcune conferenze pubbliche con autori accusati di negazionismo, quali Claudia Cernigoi e Alessandra Kersevan, ed è anch'egli membro del comitato scientifico e artistico della onlus Coordinamento Nazionale per la Jugoslavia, assieme alle stesse Cernigoi e Kersevan.
In uno studio pubblicato nel 2020, lo storico Claudio Vercelli riassunse i termini della questione individuando due posizioni estreme, definite «militanti». Esse sono rappresentate da un lato dai propugnatori della «tesi del "genocidio degli italiani", la quale riconduce tutte le violenze alla deliberata volontà, per parte degli jugoslavi, di sradicare l'italianità assassinando il maggior numero possibile di persone», e dall'altro dalle «"tesi negazioniste", volte a misconoscere qualsivoglia responsabilità delle organizzazioni politiche slave (poi jugoslave) nelle violenze, nelle persecuzioni e negli eccidi», elaborate in un primo tempo dagli storici jugoslavi e riprese «in anni più recenti [da] una parte della ricerca indipendente». In questo contesto, «pubblicisti come Claudia Cernigoi, Alessandra Kersevan, ma anche lo storico italo-sloveno Jože Pirjevec, il triestino Sandi Volk e il torinese Eric Gobetti, sono stati a più riprese accusati di "negazionismo", replicando a tale accusa con secco diniego». Gli storici che hanno invece approfondito nel modo più completo la vicenda delle foibe e dell'esodo sono emersi - secondo Vercelli - verso la fine degli anni ottanta del Novecento, contribuendo «a cogliere i nessi fra le vicende del confine orientale e la peculiare violenza che caratterizzò la guerra di liberazione in Jugoslavia, accompagnata da efferatezze di ogni tipo e da un diffuso clima di guerra civile»: fra di essi Vercelli cita Raoul Pupo, Roberto Spazzali, Guido Rumici, Elio Apih e Tristano Matta.

#### Le reazioni degli autori accusati di negazionismo
Claudia Cernigoi ha reagito molto duramente alle accuse di negazionismo. In due articoli apparsi sulla rivista on-line La Nuova Alabarda da lei diretta, il primo a marzo del 2003, il secondo a febbraio del 2007, ha affermato di ritenere "inesatta e fuorviante, oltreché offensiva, questa definizione", ribadendo che – a suo dire – sulle foibe sarebbe stata artatamente creata una "mitologia [...] a scopi politici", "a scopo anticomunista, antipartigiano e soprattutto in funzione razzista contro i popoli della ex Jugoslavia", augurandosi nel contempo che in Italia non si fosse "già arrivati al fascismo completo". In una lettera aperta di marzo 2010, la stessa Cernigoi si è lamentata del fatto che "da un po' di tempo [...] gli studiosi Claudia Cernigoi (che scrive), Sandi Volk e Alessandra Kersevan (che è anche titolare della casa editrice Kappa Vu di Udine) sono accusati di essere dei “negazionisti delle foibe”, dove va considerato che il termine di “negazionista” è genericamente usato, in ambito storico, per definire in senso negativo gli studiosi e i propagandisti che cercano di dimostrare che non vi fu una politica di sterminio nazista nei confronti del popolo ebraico. Con questa similitudine si cerca pertanto di paragonare la nostra attività di ricerca storica a quella di altre persone che nulla di scientifico in ambito storico hanno prodotto ma si limitano ad arrampicarsi sugli specchi per dimostrare una propria teoria". Cernigoi tornerà svariate altre volte sul tema, denunciando la "montatura gigantesca" delle foibe e respingendo le continue accuse di negazionismo che le sono state rivolte negli anni.
Uno dei principali eventi sul tema dei massacri delle foibe cui parteciparono alcuni autori accusati di negazionismo fu un convegno tenutosi a Sesto San Giovanni il 9 febbraio 2008, i cui atti furono pubblicati dalla casa editrice KappaVu. Il comitato promotore presentò l'evento come una risposta ad un grande processo in atto in Italia, nel quale il Giorno del ricordo ("giorno dell'orgoglio fascista") sarebbe al servizio "di una transizione in atto a più accentuati livelli di reazione, di controrivoluzione, di oppressione e rapina dei popoli oppressi e delle piccole nazioni, di tendenza alla guerra imperialista". I massacri delle foibe – secondo questa ricostruzione – sono stati il grimaldello mediante il quale si poterono legittimare nell'Italia repubblicana il fascismo e i fascisti.

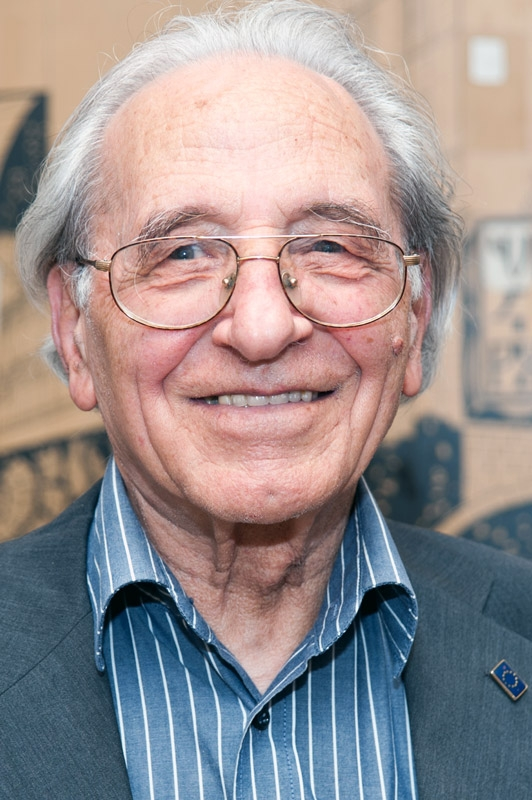
Giacomo Scotti

L'obiettivo complessivo era quello di criminalizzare "qualsiasi tentativo di rompere i limiti delle compatibilità borghese e costruire una società basata su rapporti di produzione radicalmente diversi". Ecco quindi che "i negazionisti, quelli veri, si permettono di dare dei negazionisti a chi contesta le loro falsità".
In un messaggio di augurio al congresso, lo scrittore Giacomo Scotti stigmatizzò l'utilizzo della parola "negazionisti", che a suo modo di vedere indica "le persone da mettere alla gogna, tutti coloro che cercano di far trionfare la verità scomoda; quindi conducono da almeno quattro anni una campagna persecutoria e denigratoria contro gli storici scomodi, alcuni di quelli sono presenti al vostro convegno, e contro chiunque si oppone al revisionismo storico e al pensiero unico del revisionismo di estrema destra".
Nella relazione intitolata Foibe tra storia e propaganda, Cernigoi attaccò direttamente e con tono assai polemico il concetto stesso di "negazionismo" collegato ai massacri delle foibe, criticando fortemente alcuni storici di professione come Raoul Pupo, Roberto Spazzali e Federica Saini Fasanotti e ribadendo tutte le tematiche principali del negazionismo delle foibe. Fu in questa occasione che Cernigoi utilizzò il termine affermazionista, per indicare la "corrente ideologica ed anche storiografica", la quale opponendosi a quelli che vengono chiamati "negazionisti" in realtà inanellerebbe una serie di affermazioni apodittiche sulle foibe, non suffragate da alcuna prova. "Noi che chiediamo si faccia chiarezza [...] veniamo tacciati di essere negazionisti che agiscono mascherando il loro reale fine ideologico, mentre gli stessi che ci accusano di tanto sono gli stessi che perseverano nell'esagerare il numero dei morti e ad inventare cose mai successe, proprio per «attizzare l'odio», cioè mantenere viva la tensione quando si affrontano questi argomenti".

## Prese di posizione istituzionali e reazioni
A far data dall'istituzione del Giorno del ricordo, le più alte cariche della Repubblica italiana hanno partecipato a diversi tipi di commemorazioni. La principale è una cerimonia al Quirinale nel corso della quale vengono di norma presentate delle relazioni storiche e infine il Presidente della Repubblica pro tempore pronuncia un discorso. Solitamente, uno dei due rami del Parlamento celebra il Giorno del Ricordo con una seduta solenne, accompagnato a sua volta da conferenze, discorsi, letture e concerti.
Nel 2006, il presidente Ciampi accennò nel suo discorso "agli anni del silenzio" trascorsi senza che la vicenda delle foibe e dell'esodo divenisse patrimonio comune dell'intera comunità nazionale: "L'Italia non può e non vuole dimenticare: non perché ci anima il risentimento, ma perché vogliamo che le tragedie del passato non si ripetano in futuro".
L'anno successivo, il presidente Napolitano affermò che le vicende delle foibe e dell'esodo furono la conseguenza di un "moto di odio e di furia sanguinaria, e un disegno annessionistico slavo, che prevalse innanzitutto nel Trattato di pace del 1947, e che assunse i sinistri contorni di una pulizia etnica". Vi fu una forte reazione del presidente croato Stipe Mesić, poi la polemica si placò a seguito dell'intervento dell'Unione Europea, che criticò Zagabria. Nel discorso di Napolitano si possono leggere alcuni passaggi dedicati al rischio corso dalla vicenda delle foibe e dell'esodo, di essere "cancellata" dalla memoria: una "congiura del silenzio", "la fase meno drammatica ma ancor più amara e demoralizzante dell'oblio". "Anche di quella non dobbiamo tacere, assumendoci la responsabilità dell'aver negato, o teso a ignorare, la verità per pregiudiziali ideologiche e cecità politica, e dell'averla rimossa per calcoli diplomatici e convenienze internazionali".
Anche nei discorsi del 2011 e del 2013, Napolitano trattò il tema del "dovere di coltivare le proprie memorie", per evitare "congiure del silenzio". Per Napolitano è "necessario partire da un impegno di verità, contro ogni reticenza ideologica o rimozione opportunistica, per poter arrivare alla riconciliazione". Il Presidente della Repubblica fece poi proprie le parole dell'allora ministro degli esteri Terzi: ""Il dramma delle foibe e degli esuli non è più rimosso, ed è sempre meno oggetto di faziose strumentalizzazioni".
Il richiamo più diretto contro il negazionismo delle foibe è arrivato dal presidente Mattarella, che nel suo intervento del 2019 affermò che: "La zona al confine orientale dell’Italia, già martoriata dai durissimi combattimenti della Prima Guerra mondiale, assoggettata alla brutalità del fascismo contro le minoranze slave e alla feroce occupazione tedesca, divenne, su iniziativa dei comunisti jugoslavi, un nuovo teatro di violenze, uccisioni, rappresaglie, vendette contro gli italiani, lì da sempre residenti. Non si trattò – come qualche storico negazionista o riduzionista ha voluto insinuare – di una ritorsione contro i torti del fascismo. Perché tra le vittime italiane di un odio, comunque intollerabile, che era insieme ideologico, etnico e sociale, vi furono molte persone che nulla avevano a che fare con i fascisti e le loro persecuzioni". Mattarella poi stigmatizzò "certa propaganda legata al comunismo internazionale [che] dipingeva gli esuli come traditori, come nemici del popolo che rifiutavano l’avvento del regime comunista, come una massa indistinta di fascisti in fuga". "Solo dopo la caduta del muro di Berlino – il più vistoso, ma purtroppo non l’unico simbolo della divisione europea – una paziente e coraggiosa opera di ricerca storiografica, non senza vani e inaccettabili tentativi di delegittimazione, ha fatto piena luce sulla tragedia delle foibe e sul successivo esodo, restituendo questa pagina strappata alla storia e all’identità della nazione". L'anno successivo, Mattarella fu ancora più diretto: "Esistono ancora piccole sacche di deprecabile negazionismo militante. Ma oggi il vero avversario da battere, più forte e più insidioso, è quello dell’indifferenza, del disinteresse, della noncuranza, che si nutrono spesso della mancata conoscenza della storia e dei suoi eventi". Anche la presidente del Senato Casellati rimarcò che la vicenda delle foibe e dell'esodo era stata per troppo tempo "condannata all'oblio da un inaccettabile negazionismo antistorico, anti-italiano, anti-umano".
Soprattutto per le sue ultime affermazioni Mattarella fu oggetto di alcuni commenti insultanti sui social. Il 10 febbraio 2020 a Trieste si tenne una manifestazione pubblica, durante la quale parimenti si criticò il discorso di Mattarella. Claudia Cernigoi – fra gli organizzatori dell'evento, che riunì in piazza un centinaio di persone e vide sventolare la bandiera della Jugoslavia di Tito – affermò che "I discorsi che sono stati fatti in questi giorni, come quello sulla pulizia etnica, anche dal Presidente della Repubblica, sono discorsi che, storicamente, non hanno senso, questa campagna che viene fatta che è essenzialmente finalizzata a creare odio, contro la Resistenza, contro la Jugoslavia, contro l'antifascismo è quella che ha dato la stura alla situazione di ripresa del fascismo a livello nazionale, perché le svastiche che vengono disegnate sui muri delle case degli ebrei sono figlie anche di questa campagna di demonizzazione e criminalizzazione della Resistenza".

## Le polemiche politiche e giornalistiche
La questione delle foibe ha fin da subito presentato un'indubitabile fortissima carica politica, causando polemiche a non finire, parallele agli studi storiografici e spesso inestricabilmente connesse a questi ultimi.
Il tema venne sfruttato direttamente dai fascisti ai tempi in cui avvennero i massacri, e poi per decenni da tutti i gruppi postfascisti o neofascisti, al fine di mantenere vivo uno degli argomenti classici della propaganda antislava e anticomunista del tempo di guerra. Lo storico che avesse voluto studiare le vicende dell'Adriatico orientale in generale e in particolare la parabola discendente della componente italiana in Istria, a Fiume e in Dalmazia doveva in qualche modo districarsi fra queste pulsioni, che coinvolgevano direttamente le associazioni degli esuli, caratterizzate da una radicata diffidenza verso gli ambienti della ricerca storica professionale. L'uso politico della storia delle foibe e dell'esodo ha trovato quindi terreno fertilissimo nelle estreme terre orientali d'Italia, in modo molto maggiore rispetto al resto del paese, che invece per motivi di politica interna ed internazionale rimase refrattario per decenni ad affrontare queste vicende. Una delle caratteristiche fondamentali della storia della frontiera giuliana è quella di aver favorito la creazione di diversi miti politici: dalla cosiddetta "vittoria mutilata" al mito del "bono italiano" pietoso e solidale durante la seconda guerra mondiale, dal mito del movimento di liberazione jugoslavo visto come esempio per tutti i movimenti resistenziali europei, al mito della Jugoslavia socialista di Tito. Foibe ed esodo divennero quindi uno dei temi contestualmente legittimanti per sé o delegittimanti per l'avversario politico, riproponendo spesso gli stessi identici cliché di decenni prima. L'uso politico della storia giuliana, e in particolare delle foibe e dell'esodo, è poi ripreso in pieno negli anni novanta del Novecento, in una dimensione non più periferica ma centrale.
In tale contesto, anche le definizioni di "negazionista", "giustificazionista" e "riduzionista" o i loro opposti "affermazionista" o "foibologo" (il modo in cui Cernigoi chiama in maniera sarcastica gli "esperti delle foibe" che hanno una visione del fenomeno diversa dalla sua) hanno trabordato abbondantemente dall'ambito storiografico, per divenire epiteti delegittimanti di avversari veri o presunti tali, identificati in blocco come tutti coloro i quali si opponessero – anche solamente in linea ipotetica – alla propria visione di quelle vicende storiche.
Innumerevoli sono quindi le accuse di "negazionismo", "giustificazionismo" e "riduzionismo" ritrovabili sulla stampa nazionale e locale, con ondate ricorrenti, concentrate in particolare nelle settimane intorno al Giorno del ricordo. Per le dinamiche prima descritte, tali accuse hanno quindi colpito non solo gli autori individuati come negazionisti in ambito storiografico, ma anche personaggi i cui nomi non si ritrovano in ambito storiografico ma unicamente in ambito politico o giornalistico, quali per esempio lo scrittore triestino di lingua slovena Boris Pahor, accusato d'essere "negazionista sulle foibe" dal giornalista Riccardo Pelliccetti in un articolo apparso sul Giornale; il collettivo di scrittori Wu Ming, accusato di aver "negato le foibe" dal giornalista Gian Micalessin in un articolo apparso sempre sul Giornale; lo storico Eric Gobetti, accusato nel 2020 di essere "revisionista" e "negazionista" dall'associazione di estrema destra Aliud-Destra Identitaria (l'accusa fu reiterata più volte in occasione dell'uscita nel 2021 di un suo studio sulle foibe, sia da alcuni quotidiani che da gruppi di destra); il vignettista Vauro, accusato da Giorgia Meloni di essere "negazionista seriale"; o gli storici Giovanni De Luna (già professore di storia all'Università di Torino), Anna Maria Vinci (ricercatrice dell'Istituto regionale per la storia della Resistenza e dell'Età contemporanea nel Friuli – Venezia Giulia – ISREC FVG), Franco Cecotti (già presidente dell'ISREC FVG) e Marta Verginella, che il 4 febbraio 2020 parteciparono ad un convegno organizzato dall'Associazione Nazionale Partigiani d'Italia (ANPI) presso la Sala degli Atti parlamentari della biblioteca del Senato. Alcuni rappresentanti di Forza Italia e Fratelli d'Italia accusarono l'ANPI di aver organizzato un "convegno negazionista", e la stessa accusa venne formulata anche dall'Associazione Nazionale Venezia Giulia e Dalmazia (ANVGD).
Le accuse di negazionismo sono state estese da giornalisti e politici anche contro le associazioni o i gruppi politici in qualche modo collegati ai ricercatori accusati di negazionismo, per aver organizzato o patrocinato incontri su foibe ed esodo. In particolare, l'ANPI ha risposto per bocca della propria presidente Carla Nespolo alle accuse di negazionismo per il convegno del Senato, affermando che "Le accuse di negazionismo o riduzionismo sono un clamoroso falso sostenuto da qualcuno a destra che evita di riconoscere i comportamenti criminali del fascismo contro italiani e slavi. Furono i fascisti a parlare di bonifica etnica contro la minoranza slovena e croata e a quelle parole fecero seguire violenze, incendi, stragi. Questi sono fatti. Coloro che nascondono o minimizzano tutto ciò sono i veri negazionisti".
Un'altra delle dinamiche ripetutesi nel tempo è legata a conferenze, dibattiti e presentazioni pubbliche organizzate da diverse associazioni e gruppi variamente collegati alla sinistra antagonista, che prevedano l'intervento di autori negazionisti. In tal caso, è assai frequente che vengano elevate proteste pubbliche da parte di associazioni di esuli o partiti e amministratori locali di destra, al fine di impedire o per lo meno stigmatizzare l'iniziativa, cui fanno seguito in genere delle prese di posizione della rete di associazioni della sinistra estrema.
È anche da notare che diversi esponenti politici di centrodestra hanno proposto di modificare l'articolo 604 bis del Codice penale (Propaganda e istigazione a delinquere per motivi di discriminazione razziale etnica religiosa) in modo da inserire fra le fattispecie di reato la negazione delle foibe.
Nel febbraio del 2019 il Consiglio regionale del Friuli-Venezia Giulia approvò una mozione con la quale si chiese di escludere dai contributi regionali chi nega o riduce il dramma delle Foibe e dell'Esodo. In questa mozione si citavano espressamente l'ANPI e il citato Vademecum per il Giorno del ricordo dell'Istituto regionale per la storia del Movimento di liberazione nel Friuli-Venezia Giulia, col quale – secondo la mozione "si vuole diffondere una versione riduzionista della storia della pulizia etnica perpetrata dai partigiani titini". La motivazione dell'inserimento del vademecum come "riduzionista" sta nel fatto che in esso si nega validità alla tesi della "pulizia etnica" nella Venezia Giulia, tesi invece sostenuta da alcune associazioni degli esuli – e segnatamente dall'Unione degli Istriani – e da diversi esponenti politici del centrodestra. Raoul Pupo ha così replicato: "Ho sempre cercato anche di combattere quelle che sono effettivamente delle istanze negazioniste, peraltro limitatissime, esistenti in alcuni ambienti della sinistra antagonista. [...] C’è un tentativo di spostare all'indietro lo stato degli studi, lo stato del dibattito, soprattutto continuando ad insistere su alcune categorie, come quella della pulizia etnica applicata alle Foibe, che non sta in piedi alcun modo [...]. Non è che dire 'pulizia etnica' aggiunga qualcosa, è semplicemente un'altra cosa, però siccome è uno slogan che è entrato nel circuito politico, più che storiografico scientifico, allora si continua a farvi riferimento: è un dibattito politico, la storia non c'entra proprio niente". Qualche giorno più tardi, l'Istituto Parri pubblicò una lettera aperta indirizzata al presidente della Giunta regionale del Friuli-Venezia Giulia Massimiliano Fedriga e al presidente della Repubblica Sergio Mattarella per stigmatizzare fortemente la mozione, chiedendone il ritiro. Sul caso intervenne anche Gianni Oliva, difendendo senza mezzi termini il vademecum ("un lavoro molto serio messo a punto da tre storici fra i massimi esperti della materia, e quindi lo trovo molto positivo") e attaccando nel contempo i negazionisti delle foibe ("se sono negazionisti allora vuol dire che non sono scientificamente credibili").
Una mozione dal contenuto sostanzialmente identico presentata da Fratelli d'Italia venne approvata a febbraio del 2021 dal Consiglio regionale del Veneto. Tale iniziativa è stata pesantemente criticata sia dall'ANPI che da un folto gruppo di docenti di storia delle diverse università venete, dagli istituti storici della Resistenza e da altre associazioni e centri di ricerca della regione. Tutti questi hanno sottoscritto un appello pubblico, nel quale hanno fra l'altro rilevato come la mozione «lungi dal voler diffondere la conoscenza scientifica su un tema importante e dibattuto quale quello delle foibe e delle violenze nel confine orientale, mira invece a limitare la ricerca, il dibattito scientifico e la libera discussione. L’uso di termini quali “riduzionismo” e “giustificazionismo” ha infatti l’obiettivo non di sanzionare chi nega la realtà di queste violenze, ma di limitare – su basi assai vaghe e di dubbia legittimità costituzionale – qualsiasi possibilità di discussione, ricerca e interpretazione dei fenomeni in oggetto. Chi dovrebbe mai giudicare se si tratti di riduzionismo o giustificazionismo? Fin dalla premessa la mozione enuncia come verità storiche definitivamente acquisite dati e interpretazioni che gli storici hanno – allo stato attuale delle ricerche – più volte messo in discussione con studi accurati sulla base dei documenti disponibili».
Eric Gobetti ha dedicato nel 2021 a foibe ed esodo un testo a carattere divulgativo in cui, fra l'altro, contesta l'abuso dell'espressione "negazionismo delle foibe" nel dibattito pubblico italiano. Secondo l'autore, nel momento in cui egli scrive, rischierebbe di imporsi come dominante la visione di tali problemi che è sempre stata propria dell'estrema destra e, con essa, l'accezione di "negazionismo delle foibe" propagandata da tale area politica, il tutto a scapito - sempre secondo Gobetti - della realtà dei fatti accertati dalla storiografia. Scrive Gobetti che gli storici «che si occupano di questi temi», fra cui egli stesso, «sono sempre più spesso presi di mira dagli stessi ambienti politici. L'accusa ricorrente è quella di "negazionismo" delle foibe, un'espressione emotivamente efficace, fino ad ora utilizzata solo in riferimento a chi nega la Shoah. In questo modo, con un'accusa infamante e infondata, si vuole screditare il lavoro degli storici, impedire loro di parlare di un tema delicato, di contestualizzare il fenomeno, di raccontarlo in maniera corretta». Gobetti asserisce che l'equiparazione «con l'Olocausto è un topos che si sta affermando sempre più spesso nell'uso politico di questa vicenda. Secondo tale costruzione simbolica, le foibe sarebbero "la nostra Shoah" e chi ne sminuisce la portata viene di conseguenza accusato di "negazionismo"». Gobetti sostiene che nel discorso pubblico (al di fuori, quindi, della storiografia) esisterebbe «una serie di "cifre ufficiali" che si stanno imponendo come una sorta di dogma: non si possono mettere in discussione, a meno che non si voglia essere accusati di "negazionismo" o "riduzionismo". Solitamente, nel discorso pubblico, si parla di 10.000 morti nelle foibe (senza distinguere le vittime del 1943 e del 1945) e 350.000 esuli italiani. Queste cifre, però», continua Gobetti, «sono molto al di sopra del vero e non possono essere accettate onestamente dagli studiosi». In conclusione del suo volume, Gobetti presenta una breve bibliografia degli studi da lui ritenuti più attendibili, commentando: «Nessuno di questi autori nega o minimizza i fatti. Tutti però contraddicono, con le loro ricerche, quella "verità ufficiale" che si sta imponendo nel panorama politico e mediatico italiano. In questo senso i volumi qui citati possono essere considerati tutti – compreso il mio – "negazionisti". Perché negano il falso storico».
L'opera di Gobetti è stata assai criticata da storici come Roberto Spazzali e Marco Cimmino, nonché da associazioni legate al mondo degli esuli giuliano-dalmati. L'autore è divenuto bersaglio di critiche anche a causa di numerose foto, le quali ritraevano lo storico piemontese assieme a statue e gadget di Josip Broz Tito.
Le posizioni assunte dagli autori accusati di negazionismo non appaiono però del tutto uniformi. Un'intervista del 2021 pubblicata dal Gazzettino attribuisce a Gobetti la seguente dichiarazione: «vengo contestato anche da sinistra. Per esempio Claudia Cernigoi e Alessandra Kersevan hanno una posizione fortemente ideologica, per loro l'atteggiamento dei partigiani non può essere criticato. Questo è inaccettabile, bisogna dire cos'è successo e non rimuovere le critiche». Dopo le proteste di Kersevan e Cernigoi, e l'invio da parte di quest'ultima di una formale richiesta di rettifica al Gazzettino, Gobetti ha fatto pubblicare dal quotidiano una precisazione alla sua precedente dichiarazione, in cui ha espresso «stima per le colleghe», ha negato di essere stato contestato da loro e ha affermato che le frasi riportate nell'intervista sono «frutto di un equivoco. In merito preciso che il mio giudizio si riferiva esclusivamente alle modalità comunicative utilizzate dalle colleghe e non al lavoro di ricerca scientifica, sul quale ho sempre espresso la massima stima. La formulazione scelta nell'articolo offre un'impressione diversa, che porta discredito al lavoro delle colleghe, e nella quale non mi riconosco».
Col passare degli anni, si è assistito da un lato ad una sistematizzazione in campo storiografico dei concetti di "negazionista", "riduzionista" e "giustificazionista" delle foibe, e da un altro lato ad un utilizzo pubblico sempre più frequente, e spesso strumentale, di questi termini. Il negazionismo delle foibe è stato un tratto caratteristico della storiografia di sinistra italiana, completamente abbandonato a partire dagli anni Novanta. Ora caratterizza una parte estrema della sinistra italiana e una serie di "sedicenti storici" – secondo la definizione di Pupo – ad essa collegati. Oramai anche in testi di divulgazione storica si parla del negazionismo di sinistra, contrapposto alle strumentalizzazioni della vicenda delle foibe e dell'esodo da parte dell'estrema destra: entrambe queste prese di posizione – si afferma – sarebbero rese sempre più marginali da una maggiore diffusione delle conoscenze acquisite e da "un atteggiamento più sereno di fronte alla tragedia che colpì gli Italiani dell'Istria, di Fiume e della Dalmazia".